# Sete maravilhas da Rússia
Sete maravilhas da Rússia (em russo:  Семь чудес России) foi um concurso organizado pelo diário russo Izvestia, pela Rádio Mayak, e pelo canal de televisão Rossiya 1 para eleger as sete maravilhas do país.
O concurso desenvolveu-se em três etapas, desde 1 de outubro de 2007 até 1 de fevereiro de 2008. Numa primeira etapa foi possível escolher livremente todas as maravilhas e assim foram selecionadas 49 maravilhas dos 7 distritos federais (7 maravilhas de cada distrito federal); entre 1 de fevereiro e 1 de maio de 2008 decorreu a segunda etapa, na qual se selecionaram 14 finalistas; desde 1 de maio até 10 de junho de 2008 foi a final, na qual por voto secreto foram selecionadas as sete entradas vencedoras, que foram declaradas na Praça Vermelha de Moscovo em 12 de junho de 2008.

## Sete maravilhas da Rússia
| # | Nome                                | Local                                    | Imagem |
| - | ----------------------------------- | ---------------------------------------- | ------ |
| 1 | Lago Baikal                         | Oblast de Irkutsk, República da Buriácia |        |
| 2 | Vale dos Gêiseres                   | Krai de Kamchatka                        |        |
| 3 | Mamayev Kurgan                      | Oblast de Volgogrado                     |        |
| 4 | Palácio Peterhof                    | São Petersburgo                          |        |
| 5 | Catedral de São Basílio             | Moscovo                                  |        |
| 6 | Formações rochosas de Man-Pupu-Nior | República de Komi                        |        |
| 7 | Monte Elbrus                        | Kabardino-Balkaria, Carachai-Cherquéssia |        |

## Finalistas
| Nome                            | Local                    | Imagem |
| ------------------------------- | ------------------------ | ------ |
| Vovnushki                       | Inguchétia               |        |
| Mosteiro de Kirilo-Belozersky   | Oblast de Vologda        |        |
| Gruta de Kungur                 | Krai de Perm             |        |
| Kremlin de Nizhny Novgorod      | Oblast de Níjni Novgorod |        |
| Jardim Zoológico de Novosibirsk | Oblast de Novosibirsk    |        |
| Reserva natural de Stolby       | Krai de Krasnoyarsk      |        |
| Kremlin de Tobolsk              | Oblast de Tiumen         |        |

## Semifinalistas
| Nome                                                                            | Local                                      | Distrito                    | Imagem |
| ------------------------------------------------------------------------------- | ------------------------------------------ | --------------------------- | ------ |
| Baía de Avacha                                                                  | Krai de Kamchatka                          | Distrito Federal Oriental   |        |
| Mina de diamantes Mir                                                           | República de Sakha (Iacútia)               | Distrito Federal Oriental   |        |
| Fortaleza de Vladivostok                                                        | Krai do Litoral                            | Distrito Federal Oriental   |        |
| Avenida das Baleias                                                             | Chukotka                                   | Distrito Federal Oriental   |        |
| Klyuchevskaya Sopka (vulcão)                                                    | Krai de Kamchatka                          | Distrito Federal Oriental   |        |
| Polo do Frio                                                                    | República de Sakha (Iacútia)               | Distrito Federal Oriental   |        |
| Metralhadora Kalashnikov e Museu de Pequenas Armas de Mikhail Kalashnikov       | República da Udmúrtia                      | Distrito Federal do Volga   |        |
| Torre Siuyumbiké                                                                | Kremlin de Kazan, República do Tartaristão | Distrito Federal do Volga   |        |
| Montanhas Shikhany                                                              | Bashkortostan                              | Distrito Federal do Volga   |        |
| Mesquita Qol-Şärif                                                              | Kremlin de Kazan, República do Tartaristão | Distrito Federal do Volga   |        |
| Mosteiro de Raifa                                                               | República do Tartaristão                   | Distrito Federal do Volga   |        |
| Museu Hermitage                                                                 | São Petersburgo                            | Distrito Federal Noroeste   |        |
| Catedral de Santo Isaac                                                         | São Petersburgo                            | Distrito Federal Noroeste   |        |
| Kizhi                                                                           | Carélia                                    | Distrito Federal Noroeste   |        |
| Monumento aos Defensores do Ártico Soviético durante a Grande Guerra Patriótica | Oblast de Murmansk                         | Distrito Federal Noroeste   |        |
| Monte Belukha                                                                   | Altai                                      | Distrito Federal da Sibéria |        |
| Pântano de Vasyugan                                                             | Oblast de Tomsk                            | Distrito Federal da Sibéria |        |
| Grande fonte                                                                    | Krai de Zabaykalsky                        | Distrito Federal da Sibéria |        |
| Datsan de Ivolguinsk                                                            | Buriácia                                   | Distrito Federal da Sibéria |        |
| Arkaim                                                                          | Oblast de Chelyabinsk                      | Distrito Federal dos Urais  |        |
| Museu dos Dezembristas                                                          | Oblast de Tiumen                           | Distrito Federal dos Urais  |        |
| Barragem de Zyuratkul                                                           | Oblast de Chelyabinsk                      | Distrito Federal dos Urais  |        |
| Torre inclinada de Nevyansk                                                     | Oblast de Sverdlovsk                       | Distrito Federal dos Urais  |        |
| Monumento ao teclado                                                            | Oblast de Sverdlovsk                       | Distrito Federal dos Urais  |        |
| Rio Iuribei                                                                     | Distrito Autónomo de Yamal-Nenets          | Distrito Federal dos Urais  |        |
| Castelo de Bogoroditsky                                                         | Oblast de Tula                             | Distrito Federal Central    |        |
| Universidade Estatal de Moscovo                                                 | Moscovo                                    | Distrito Federal Central    |        |
| Pereslavl-Zalessky                                                              | Oblast de Yaroslavl                        | Distrito Federal Central    |        |
| Mosteiro da Trindade-São Sérgio                                                 | Oblast de Moscovo                          | Distrito Federal Central    |        |
| Lago Seliger                                                                    | Oblast de Novgorod Oblast de Tver          | Distrito Federal Central    |        |
| Kremlin de Smolensk                                                             | Oblast de Smolensk                         | Distrito Federal Central    |        |
| Lago Baskunchak                                                                 | Oblast de Astracã                          | Distrito Federal Sul        |        |
| Dombay-Ulgen                                                                    | Carachai-Cherquéssia                       | Distrito Federal Sul        |        |
| Dólmens do norte do Cáucaso                                                     |                                            | Distrito Federal Sul        |        |
| Gruta Tseyskoe                                                                  | Ossétia do Norte                           | Distrito Federal Sul        |        |